# Yvonne Kejcz

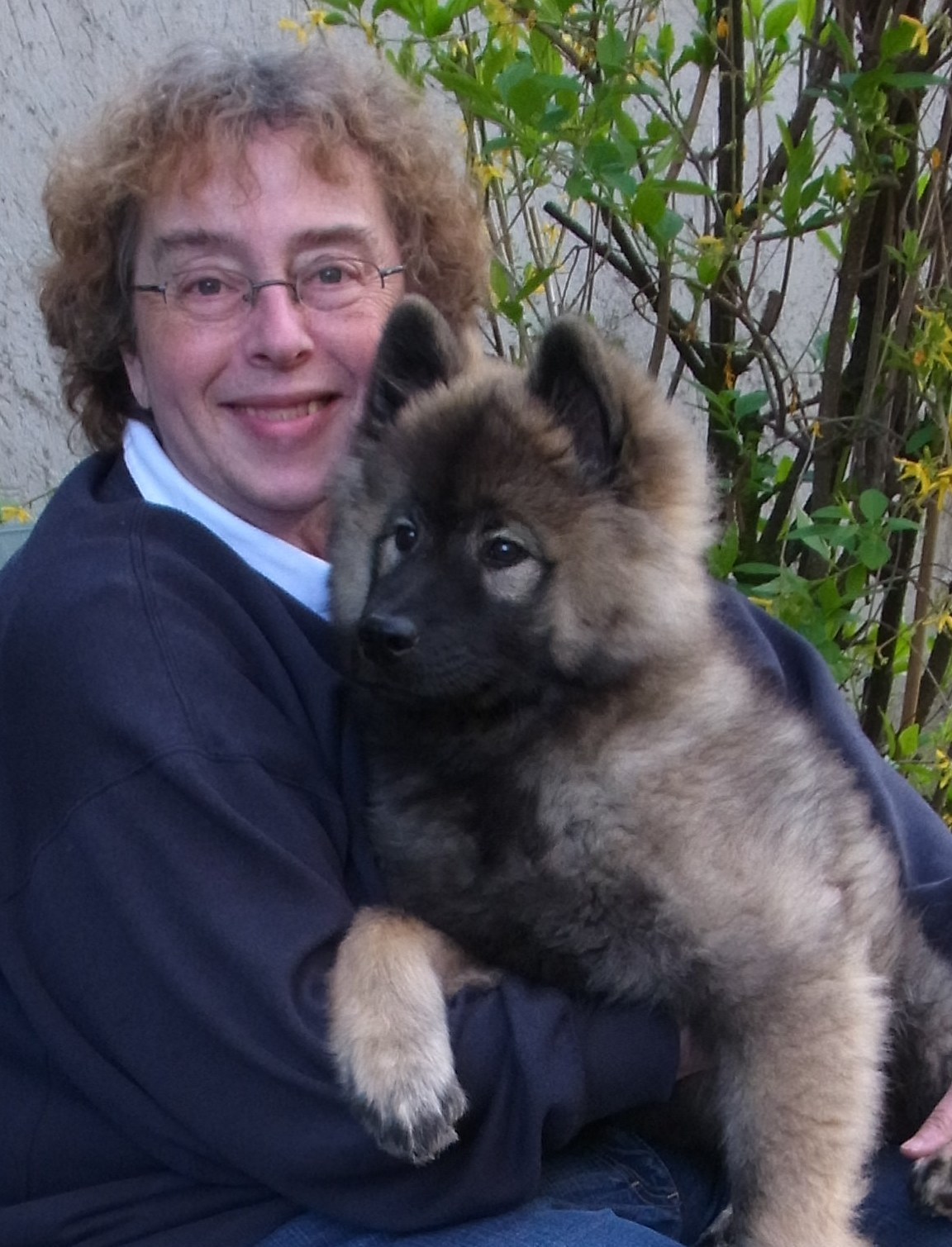
Dr. Yvonne Kejcz mit Eurasierwelpe Donna

Yvonne Kejcz (* 22. Februar 1949 in Stuttgart) ist eine deutsche Sozialwissenschaftlerin und Erwachsenenbildnerin.

## Leben
Yvonne Kejcz studierte an der PH Esslingen und schloss 1969 mit der 1. Lehramtsprüfung für Grund- und Hauptschule ab.
Von 1970 bis 1975 studierte sie an der PH Berlin und der FU Berlin Erziehungswissenschaften mit dem Schwerpunkt Erwachsenenbildung. Studienbegleitend arbeitete sie als Lehrerin an Berliner Oberschulen und als Kursleiterin am Bildungs- und Begegnungszentrum der Gewerkschaft ÖTV in Berlin. Dort arbeitete sie auch an der Entwicklung einer neuen Bildungskonzeption der ÖTV mit, die ein erfahrungsbasiertes exemplarisches Lernen enthielt. 1975 schloss sie ihr Studium mit dem Diplom ab.
1975 bis 1989 arbeitete sie am Heidelberger Forschungsinstitut Arbeitsgruppe für empirische Bildungsforschung. Sie war dort lange Jahre Vorstandsmitglied und ihr Forschungsschwerpunkt lag auf der Analyse von Lehr-/Lernsituationen in der Erwachsenenbildung. 1983 promovierte sie an der Uni Osnabrück zum Dr. rer. pol.
1990 bis 2011 war sie Fachbereichsleiterin an der Schiller-Volkshochschule des Landkreises Ludwigsburg.
Ein Interessenschwerpunkt von Kejcz sind Hunde. Seit den 1990er Jahren veröffentlichte sie viele Kolumnen in der Zeitschrift Hunderevue und mehrere Hundebücher im Franckh-Kosmos-Verlag.

## Ehrenämter
Von 1989 bis 1994 war Yvonne Kejcz Ortsvereinsvorsitzende der SPD in Ditzingen. Von 1994 bis 2014 saß sie für die SPD in Ditzingen im Stadtrat und von 2004 bis 2014 war sie Fraktionsvorsitzende.
2005 gründete sie den Förderverein Haus Guldenhof, der das Pflegezentrum Ditzingen fördert und begleitet, sowie Altenheim und Ort verbinden will. Sie ist seit der Gründung Vorsitzende des Vereins.
Für diese und diverse andere Aktivitäten im Bereich des Bürgerschaftlichen Engagements erhielt Yvonne Kejcz 2017 das Bundesverdienstkreuz.